# 岩佐琢蔵
岩佐 琢蔵（いわさ たくぞう、1870年7月25日〈明治3年6月27日〉- 1946年〈昭和21年〉12月17日）は、日本の英文学者、教育者。立教大学元教授、フェリス和英女学校（現・フェリス女学院）副校長・教頭、横浜英語学校校長、立教大学学監、立教女学校（現・立教女学院）教頭。フェリスでは、ミッションスクールでの宗教教育を禁じる文部省訓令第12号に対処するため英語師範科を創設するなど、女学校の存続と発展に長く貢献した。

## 人物・経歴

### 福井から上京
福井県出身。福井の中学校を出て、上京する。当時、琢蔵が東京の学校として名前を知っていたのは、帝国大学（後の東京帝国大学）と、その予備校である高等中学校、その他には慶応義塾だけであった。
四日市から、東京へ向かう汽船の中で、慶応義塾は生徒数が500名はいる大きな学校であるが、多くは金持ちの息子たちの集まりだと聞いて、高等中学校へ入学するしかないと考え、東京へ到着した。
立教大学校への入学経緯
先ず、神田の私立学校に入るが、あまりにも不規則、不整頓な状況に驚き、2、3の学校を転々とするが、遂には東京には学ぶべき学校がないという結論となり、米国へ留学する考えになっていった。そうした中、外神田を散歩していると、教会の扉が開かれ、中で説教をしている所に出会った。西洋人が行う説教を金ボタンの服装を身にまとう学生が通訳をしていたが、その学生の姿に大きく感動した。下宿に戻ると、友人が立教大学の規則書を見せてくれ、海外留学の準備として西洋人が経営する学校に入るもの得策であると考え、翌日、立教大学へいって様子をみることにした。驚くことに、取り次ぎに出てきたのが、昨晩の青年であり、すぐに立教大学へ入学することを決めたのだった。

### 大学校の学生時代
1883年（明治16年）設立の立教大学校は大学であり、建物は西洋風の煉瓦造りで、屋根の尖塔は銀座からも見えるというので、入学時は誇らしげであった。気の利いた学生たちは西洋風の角帽を被り、まるで西洋の大学に入学したような気持ちであった。しかし、田舎仕込みの英語では、西洋の流暢な英語が分からず、教師の多くが外国人で日本人の先生は訳読と数学の先生だけであった。どの授業もどの時間も分からない言葉を聞いて過ごしていたが、1ヵ月もすると不思議なことに概ね理解できるまでになっていた。この経験から、語学の学習には日本語の助けを要しないと確信することとなった。
その頃の学生たちは元気旺盛で、文学会を結成して、日本語や英語の演説の稽古を盛んに行っていた。青山学院や明治学院と立ち合い演説などを行ったが、教師の指導は仰がず学生主導で運営していた。木挽町にあった厚生館で、初めて立教大学だけで公開演説を開催したところ、東京市中を驚かせたという。
1889年（明治22年）には、憲法発布の祝賀会を開くが、貧乏な学生たちが拠金して、西洋人の教師たち招待して大々的に祝賀会を催した。
英語講師をする学生たち
当時の学生たちは、勉学に熱心で、後に立教大学学長となる杉浦貞二郎などは、当時の日本の哲学書は全て読破したと誇っていたという。苦学生たちは、東京市内にあちこちにある家の2階を借りて、英語の教授をして、寄宿代を稼いでいた。中には、紳士が三輪の車や手車で、学校へ来て生徒から英語を習うなど、当時の立教の苦学生は日本の英語教育に貢献するところがあったと岩佐は回想している。
当時最先端の講堂ランプ
電気もガスもない時代であったが、その頃初めてアセチリンガス燈が輸入され、取り扱う商店が宣伝のために立教大学校へ講堂のランプを寄付して設置されることとなったが、ランプで煌々とする光景に講堂に集まる聴衆たちは肝を潰したという。
日本の野球の先駆者となるチーム
立教大学校には野球チームがあり、日本の野球の先駆者であった。その頃、野球チームがあったのは、は立教と東京英和学校（現・青山学院）と鉄道局（新橋アスレチック倶楽部）だけであり、試合は新橋停車場内の広場で行われた。野球の対抗戦では優勝し、山縣雄杜三（後の立教大学教授、チャプレン）も優勝チームの選手として活躍していた。
国旗
学校には国旗がなく、白と赤の金吊を買ってきて、立教女学校（現・立教女学院）に頼んで縫ってもらうこととなった。当時の女学校の校長であるミス・ヒースは勉強の妨げになると言って、引き受けることを拒んだが、女学校の幹事をしていた小宮珠子がこれに憤慨して、校長のいう事を聞かずに生徒に縫わせてくれたが、大学校の生徒たちは大いに感激することとなった。
ウィリアムズ老監督
チャニング・ウィリアムズ（立教大学創設者）は、熱心に演説を行っていた。ウィリアムズは大学校の内の一室に質素に暮らし、学校の事は何もしていなかったが、其の感化力には凄みがあり、学生全般の精神的生命の源泉となっていた。そのため、岩佐は学校内は宗教的雰囲気が実に濃厚であったように思うと伝えている。

### 教員として
立教大学校を卒業したのち、立教女学校（現・立教女学院）で教員および教頭を務めた。
1902年（明治35年）、フェリス和英女学校（現・フェリス女学院）に招聘され、同校の副校長・教頭となり、外国人校長を助けた。
岩佐がフェリスの教頭に就任する前の1899年（明治32年）にはミッションスクールでの宗教教育を禁じる文部省訓令第12号が公布され、ミッションスクールであるフェリスにとって厳しい社会情勢にあり、岩佐が教頭に就任したのは、生徒数が最も減少した時期だった。
岩佐は、この状況を止めるため、種々の特権がある高等女学校への改組を検討するよう校長であるユージーン・ブースに進言するが、フェリス女学校での宗教教育を継続するため、ブースは高等女学校への道を選択せず、各種学校の地位の留まることを決めた。この決定を受けて、校長より任された以上、フェリスの学校再興のために勢力の続かん限り、尽力すると決めた岩佐はブースの決定を経営面からも支えていく。
高等女学校とせずに、単なる私立学校として雑種学校の地位でありながら、学校を再興させることは非常に困難なことであったが、岩佐は高等女学校（12歳から16歳）の卒業生を対象とする英語師範科（16歳から19歳）を、フェリスの本科（13歳から18歳）に並行する形で創設する打開策を策定し、学校再編を進めた。これによって、英語教師の全国的な不足の状況下で、フェリスは高等女学校以上の学校であるという社会的な評価を得ることとなり、フェリスの名声が高まることとなった。
岩佐はフェリ女学校の教頭に就任して以降、20年間に渡ってブースの片腕となって学校運営を支えた。
1903年（明治36年）には、横浜英語学校（1892年・明治25年創設）が横浜基督教青年会（横浜YMCA）に譲渡され、その附属施設になり、岩佐は同校の校長に就任した。教授陣としては引き続き、松井亀三、宮崎造酒、中森恒彦、中野高三郎らが名を連ねた。
後に、立教大学の教授に就任し、大学の学監も務めた。立教大学予科ではウイリアムズ主教の事績を情熱的に語ったとされる。また、当時の立教大学新聞（1928年・昭和3年、第60号）には、学生監として年頭に寄稿した「歳頭偶語」が掲載されている。
昭和初期には、立教大学校友会の幹事を務めた。

## 主な著作
- 『英語捷径文法と作文 初等篇』岩佐琢蔵 編 英語教授法研究会 1898年（明治31年）11月
- 『英語捷径文法と作文 中等篇』岩佐琢蔵 編 英語教授法研究会 1898年（明治31年）11月